# Hermann Spies
Hermann Spies (* 6. Juni 1865 in Rommerskirchen; † 29. Dezember 1950 in Salzburg) war ein deutscher Komponist, Musikforscher und Priester.

## Leben
Hermann Spies wurde als Sohn eines Lehrers in der preußischen Rheinprovinz geboren. Er studierte zwischen 1882 und 1887 katholische Theologie in Steyl (Niederlande), hierauf an der Universität von Eichstätt und wurde 1890 in Salzburg zum Priester geweiht. Da sich sein angestrebter Lebensweg eines Missionars aus gesundheitlichen Gründen nicht verwirklichen ließ, blieb er in der Salzburger Diözese. Für kurze Zeit wirkte er als Kaplan in Wörgl, ehe ihn der Salzburger Erzbischof Kardinal Johannes Evangelist Haller 1891 zur weiteren, auch kirchenmusikalischen Ausbildung nach Aachen und Regensburg sandte. Nach deren Abschluss wurde Spies 1892 zum Domchordirektor in Salzburg berufen, womit ihm die Leitung des Domchors und der Kapellknaben anvertraut war. Deren Repertoire änderte er im Sinne des Cäcilianismus und führte vor allem Musik der Renaissance und des Frühbarock auf. 1909 erhielt er den Ehrentitel Domkapellmeister. Ein Gehörleiden ließ ihn 1921 aus dem Amt scheiden. Von da an widmete er sich nahezu ausschließlich seiner seit längerem betriebenen kompositorischen und wissenschaftlichen Tätigkeit. Sein musikalisches Schaffen umfasst vornehmlich Kirchenmusik: Neben Vokalkompositionen für den liturgischen Gebrauch entstanden vor allem Werke für Orgel. Obwohl in Salzburg mit Erzbischof Kardinal Johannes Baptist Katschthaler seit 1900 ein Protagonist des strengen Cäcilianismus an vorderster Front stand, folgte Spies nur selten dem Ideal des polyphonen A-cappella-Stils, sondern sah im Gefolge der in Österreich verbreiteten kirchenmusikalischen Richtung häufig solistische Partien sowie ein groß besetztes Orchester vor. Zudem spartierte er zahlreiche Kompositionen, besonders der Renaissance und des Barock, aus dem Archiv der Salzburger Dommusik, und gab einige davon in modernen Editionen heraus. Spies betrieb archivarische Studien zur Salzburger Kirchen- und Musikgeschichte, deren grundlegende Ergebnisse (besonders jene über das Musikleben des Mittelalters und der Renaissance) er in einer Reihe von Publikationen veröffentlichte, die durchwegs Pionierleistungen mit bleibendem Wert darstellen. Er wurde 1921 zum Geistlichen Rat, 1946 zum Päpstlichen Geheimen Kämmerer und 1949 zum Titular-Professor ernannt.

## Werke
- Erwachen des Frühlings (Text J. v. Eichendorff), 1900.
- Lauretanische Litanei für Soli, Chor und Orchester, 1906.
- Messe in D-Dur, 2. Aufl. 1926.

Ungedruckt: geistliche Chormusik und Lieder; ca. 50 Kompositionen für Orgel; weltliche Lieder; Einrichtungen, u. a. von Messen Stefano Bernardis und Heinrich Ignaz Franz Bibers; Bearbeitungen von 16 alten Weihnachtsliedern; etc.

## Publikationen
- Kaspar Glanner, fürstlich-salzburgischer Organist 1556–1581: ein Beitrag zur Salzburger Musikgeschichte, 1890
- Die Salzburger Jubiläums-Pilgerfahrt nach Rom im Jahre 1900: Eindrücke und Erinnerungen, 1900
- Aus der musikalischen Vergangenheit Salzburgs bis 1634, 1914
- Über Joseph Mohr, den Dichter von „Stille Nacht“: (Salzburg 1792–1848); aus Mohrs Jugendjahren, 1920
- Die Wallfahrtskirche „Unserer lieben Frau auf der Rast“: (Maria Rast) am Hainzenberg bei Zell im Zillertal, 1925
- Von den alten Salzburger Kreuztrachten, 1925
- Die Orgeln in der Regierungszeit des Fürsten und Erzbischofs Wolf Dietrich v. Raitenau (1587–1612), 1927
- Die Salzburger großen Domorgeln, 1929
- Die Verehrung des hl. Martyrers Florian in Salzburg und die St. Florianiprozession nach Ebenau, 1930
- Neue urkundliche Beiträge zur Geschichte des Innenraumes der Salzburger Münsterkirche, 1930
- Salzburgs Palmsonntagsfeier in alter Zeit, 1931
- Prinzessin Marie Therese, die Tochter Ludwigs XVI., im Jahre 1796 in Salzburg, 1931
- Abbé Vogler und die von ihm 1805 simplifizierte Orgel von St. Peter in Salzburg, 1932
- Die Tonkunst in Salzburg in der Regierungszeit des Fürsten und Erzbischofs Wolf Dietrich, 1932
- Marco d’Aviano in Salzburg, 1935
- Musik bei der Domweihe im Jahre 1628, 1935
- Geschichte der Pfarrkirche zu Rommerskirchen, Herold-Verlag (Kirchenzeitung Köln), Köln 1936[1]
- Geschichte der Domschule zu Salzburg, 1938
- Beitrr. zur Musikgeschichte Salzburgs im Spätmittelalter und zu Anfang der Renaissancezeit, 1941
- Beiträge zur Musikgeschichte Salzburgs im Spätmittelalter und zu Anfang der Renaissancezeit (mit 2 Abbildungen), 1941
- Ein italienischer Bericht über den Besuch des Grossherzogs Ferdinand II. von Toscana in Salzburg im Jahre 1628, 1947
- Geschichtliches über das Salzburger Glockenspiel, 1947

Davon in den Mitteilungen der Gesellschaft für Salzburger Landeskunde:
- Die Tonkunst in Salzburg in der Regierungszeit des Fürsten und Erzbischofs Wolf Dietrich von Raitenau (1587–1612), Nr. 71, S. [1]–64 (1. Teil; zobodat.at [PDF]).
- Die Tonkunst in Salzburg in der Regierungszeit des Fürsten und Erzbischofs Wolf Dietrich von Raitenau (1587–1612), Nr. 72, S. [65]–136 (2. Teil; zobodat.at [PDF]).
- Geschichte der Domschule zu Salzburg, Nr. 78, S. [1]–88 (zobodat.at [PDF]).
- Beiträge zur Musikgeschichte Salzburgs im Spätmittelalter und zu Anfang der Renaissancezeit, Nr. 81, S. [41]–96 (zobodat.at [PDF]).
- Über Joseph Mohr, den Dichter von „Stille Nacht, heilige Nacht“ (Salzburg 1792–1848), Nr. 84/85, S. 122–141 (zobodat.at [PDF]).
- Ein italienischer Bericht über den Besuch des Großherzogs Ferdinand II. v. Toscana in Salzburg im Jahre 1628, Nr. 86/87, S. 33–48 (zobodat.at [PDF]).
- Geschichtliches über das Salzburger Glockenspiel, Nr. 86/87, S. 49–56 (zobodat.at [PDF]).
- Beiträge zur Geschichte der Kirchenmusik in Salzburg im Spätmittelalter und zu Anfang der Renaissancezeit, Nr. 90, S. 142–159 (zobodat.at [PDF]).
- Beiträge zur Geschichte der Kirchenmusik in Salzburg im Spätmittelalter und zu Anfang der Renaissancezeit, Nr. 91, S. 132–152 (Fortsetzung; zobodat.at [PDF]).